# Magia
Magia е дебютният албум на колумбийската певица Шакира. Издаден е на 24 юни 1991 г.

## Списък с песни
1. „Sueños (Dreams)“ – 3:47
2. „Esta Noche Voy Contigo“ – 3:53
3. „Lejos De Tu Amor“ – 3:09
4. „Magia“ – 4:43
5. „Cuentas Conmigo“ – 4:01
6. „Cazador De Amor“ – 3:07
7. „Gafas Oscuras“ – 3:13
8. „Necesito De Ti“ – 3:41
9. „Lejos De Tu Amor“ (Versión Mix) – 3:13